# 帕特里西奥·奥马萨瓦尔
帕特里西奥·奥马萨瓦尔（西班牙語：Patricio Ormazábal，1979年2月12日—），智利男子足球运动员，司职中场。他曾代表智利国奥队参加2000年夏季奥林匹克运动会足球比赛，获得一枚铜牌。